# Chata Havranovo
Chata Havranovo – słowackie całoroczne schronisko turystyczne, położone w Belianskiej dolinie w Wielkiej Fatrze. Obiekt położony jest na wysokości 670 m n.p.m.

## Warunki pobytu
Obiekt oferuje 37 miejsc noclegowych w pokojach 4, 5, 6 osobowych z zapleczem socjalny. W budynku znajduje się również bar z jadalnią na miejsc.

W okresie letnim uzupełnieniem oferty noclegowej jest znajdująca się w sąsiedztwie Chata Alpina z 12 miejscami noclegwymi, zapleczem socjalnym i kuchnią turystyczną.

## Szlaki turystyczne
- Belá-Dulice - Belianska dolina - Chata Havranovo - Chata pod Borišovom - Sedlo Ploskej (1396 m n.p.m.) - Minčol (1398 m n.p.m.) - Rakytov (1597 m n.p.m.) - Močidlo (1310 m n.p.m.) - Vyšné Šiprúnske sedlo (1346 m n.p.m.) - Vtáčnik (1090 m n.p.m.) - Sedlo pod Sidorovom (860 m n.p.m.) - Rużomberk
- Chata Havranovo - Wodospad w Došnej